# Roman Kochanowski
Roman Kazimierz Kochanowski (ur. 28 lutego 1857 w Krakowie, zm. 3 sierpnia 1945 we Freisingu koło Monachium) – polski malarz i rysownik.

## Biografia
Początków malarstwa uczył się u Maksymiliana Cerchy. Studia malarskie rozpoczął w 1874 w Szkole Sztuk Pięknych w Krakowie (1873/1875) pod kierunkiem Władysława Łuszczkiewicza i Henryka Grabińskiego (rysunek i malarstwo pejzażowe). W 1875 przeniósł się do Wiednia, gdzie studiował na Akademii Sztuk Pięknych, początkowo u Christiana Griepenkerla, a w latach 1876–1878 u Eduarda Peithnera von Lichtenfelsa jako stypendysta na wydziale pejzażu. W okresie wiedeńskim, trwającym do 1881, zaczął odnosić pierwsze sukcesy malarskie: złoty medal Akademii wiedeńskiej, wystawy w krakowskim Towarzystwie Przyjaciół Sztuk Pięknych, warszawskim Towarzystwie Zachęty Sztuk Pięknych i lwowskim Towarzystwie Przyjaciół Sztuk Pięknych. W 1881 przeniósł się do Monachium, gdzie mieszkał i pracował aż do śmierci.
Debiutował w krakowskim Towarzystwie Przyjaciół Sztuk Pięknych w 1877/1878, a w 1878 wystawił swoje prace w warszawskim Towarzystwie Zachęty Sztuk Pięknych i lwowskim Towarzystwie Przyjaciół Sztuk Pięknych. Uczestniczył w wystawach międzynarodowych i salonach: Wiedeń (1886–1899), Monachium (1888–1922), Berlin (1891–1909), Düsseldorf (1902, 1904), Salzburg (1891, 1895), Londyn (1891) gdzie otrzymał dyplom honorowy II klasy. Dużym sukcesem zakończyła się wystawa w Wiedniu (1888), na której cesarz Franciszek Józef I kupił Zimę w Polsce, a później Jesień. Ilustrował wespół z innymi malarzami polskimi dzieło Die österreichisch-ungarische Monarchie in Wort und Bild. Był członkiem monachijskich Kunstverein i Künstlergenossenschaft, a w 1901 został stałym jurorem. W 1906 został członkiem prestiżowego francuskiego Union Internationale des Beaux-Art. Od 1933 miał zakaz wystawiania prac w nazistowskich Niemczech. Od około 1943 przestał malować. Zmarł w sierpniu 1945 i został pochowany na Cmentarzu Leśnym w Monachium. W roku 1951 syn Romana Kochanowskiego przekazał kolekcję jego dzieł Muzeum Narodowemu w Warszawie.

## Tematyka prac
Stałym tematem Kochanowskiego były widoki z okolic podkrakowskich i krajobrazy nadwiślańskie z niewielkim motywem rodzajowym, przedstawiane w różnych porach roku i dnia. Nieliczne datowane prace pochodzą (z paroma wyjątkami) sprzed 1900. Początkowo są to pejzaże malowane na ogół delikatnie i drobiazgowo, z troską o wierne oddanie motywu. Dominujące w nich zielenie, srebrzyste szarości i brązy podkreślają spokój i melancholię rozległych pól ogromem nieba, wierzb przydrożnych, łąk z pasącym się bydłem, zakątków leśnych i cichych wsi ukrytych wśród drzew. Później (po 1900) jego obrazy stawały się coraz bardziej szkicowe i nabierały fakturalnego charakteru, malowane dość szerokim rzutem pędzla, gęstą pastą, często kształtującą szeroki relief powierzchni. Kochanowski potrafił niezwykle sugestywnie oddać nastrój krajobrazu z jego często pochmurnym niebem i naturą przesiąkniętą wilgocią i chłodem, choć nie pozbawionego barwnej intensywności światła. W jego dorobku przeważają miniaturowe pejzaże w różnych porach roku i dnia malowane na deseczkach, małych kawałkach płótna, tekturze, czasami papierze. Są to wycinki krajobrazu z wplecioną nieodłącznie postacią ludzką: babiną opatuloną chustami, albo uginająca się pod ciężarem niesionego w chuście na plecach chrustu, pastuszków pilnujących bydła lub ptactwa. Z rzadka malował również kwiaty i studia portretowe.

## Wystawy
Wystawa poświęcona twórczości Romana Kochanowskiego została otwarta 18 maja 2007 w Muzeum im. Jacka Malczewskiego w Radomiu. Na wystawie pokazano obrazy z kolekcji prywatnych oraz ze zbiorów muzealnych. Zaprezentowano na niej 168 obrazów olejnych, a także rysunki, akwarele i archiwalia. Wystawa była następnie prezentowana między innymi w Muzeum Śląskim w Katowicach, Muzeum Narodowym w Gdańsku, Muzeum Zamkowym w Sandomierzu oraz muzeum miejskim we Fryzyndze. Wystawie towarzyszył bogato ilustrowany katalog, będący kompendium wiedzy o artyście.
29 kwietnia 2009 w Krakowie w Kamienicy Hipolitów (oddział Muzeum Historycznego Miasta Krakowa) odbył się wernisaż dokumentujący życie i twórczość Romana Kochanowskiego. Wystawa pochodzi ze zbiorów prywatnych: obrazy, rysunki, grafiki, dokumenty, pamiątki pochodzące z pracowni udostępniła Barbara Lewkowicz-Odojewska z Monachium, sukcesorka spuścizny po artyście.

## Literatura
- Zofia Katarzyna Posiadała: Roman Kochanowski. Mistrz pejzażu, Muzeum im. Oskara Kolberga w Przysusze, 2008, ISBN 978-83-61268-04-8.